# Andé Dona Ndoh
Andé Dona Ndoh (Meanja, 22 maggio 1986) è un allenatore di calcio ed ex calciatore camerunese, di ruolo attaccante, attuale vice del Niort.

## Descrizione
È un attaccante fortissimo.

## Carriera
Nato e cresciuto calcisticamente in Camerun, nel 2005 passa al club francese del Le Havre, dove rimane per 2 anni nelle giovanili; con la prima squadra, invece, realizza solo 2 partite. Nel 2008 passa in prestito al club del Luzenac, realizzando 14 reti in 30 incontri disputati. Terminato il prestito, il Le Havre lo cede al Rouen, dove realizza 21 marcature in due stagioni. Nel 2012 fa ritorno al Luzenac, questa volta a titolo definitivo, e mette a segno 27 reti in un paio di stagioni. Nel 2014 passa definitivamente al Niort, club militante nella Ligue 2. In cinque stagioni col club, il giocatore mette in bacheca oltre 170 presenze contando 61 reti, riuscendo ad arrivare in doppia cifra ogni anno escluso il primo.
Il 1º luglio 2019, in scadenza di contratto, passa gratuitamente al Nancy, altro club di Ligue 2. Debutta con la nuova maglia il 26 luglio in occasione della prima giornata di campionato contro l’Orléans, terminando l’incontro sullo 0-0; la prima rete deve attendere il 13 dicembre nel match vinto 2-1 contro lo Châteauroux.

## Palmarès

### Club

#### Competizioni nazionali
- Ligue 2: 1

Le Havre: 2007-2008

### Individuale
- Capocannoniere del Championnat National: 1

2013-2014 (22 gol)